# Dorfkirche Riedebeck

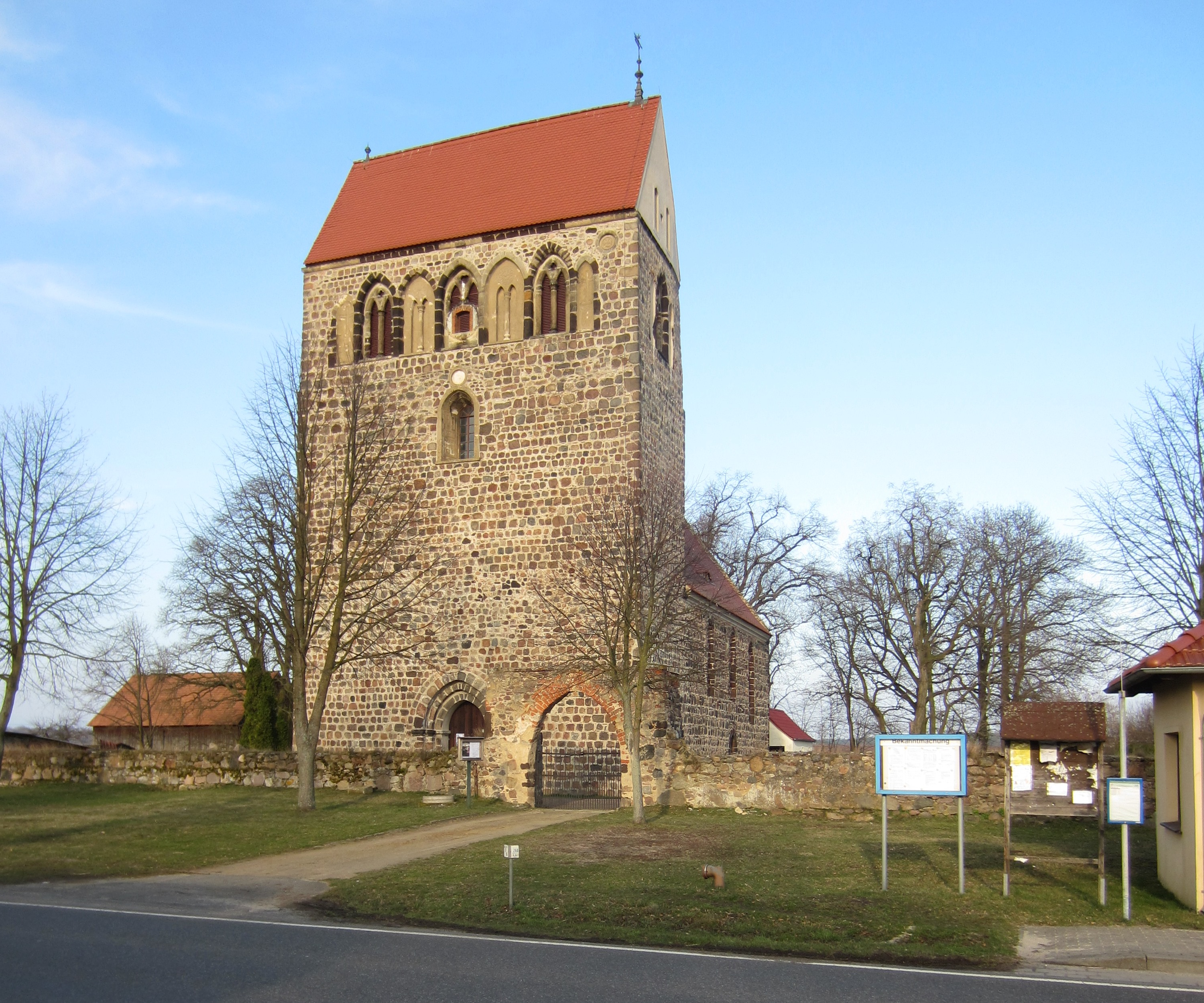
Dorfkirche Riedebeck

Die evangelische Dorfkirche Riedebeck ist eine romanische Feldsteinkirche im Ortsteil Riedebeck von Heideblick im Landkreis Dahme-Spreewald in Brandenburg. Sie gehört zur Kirchengemeinde Langengrassau im Pfarrsprengel Gehren im Kirchenkreis Niederlausitz der Evangelischen Kirche Berlin-Brandenburg-schlesische Oberlausitz und kann nach Anmeldung besichtigt werden.

## Geschichte und Architektur

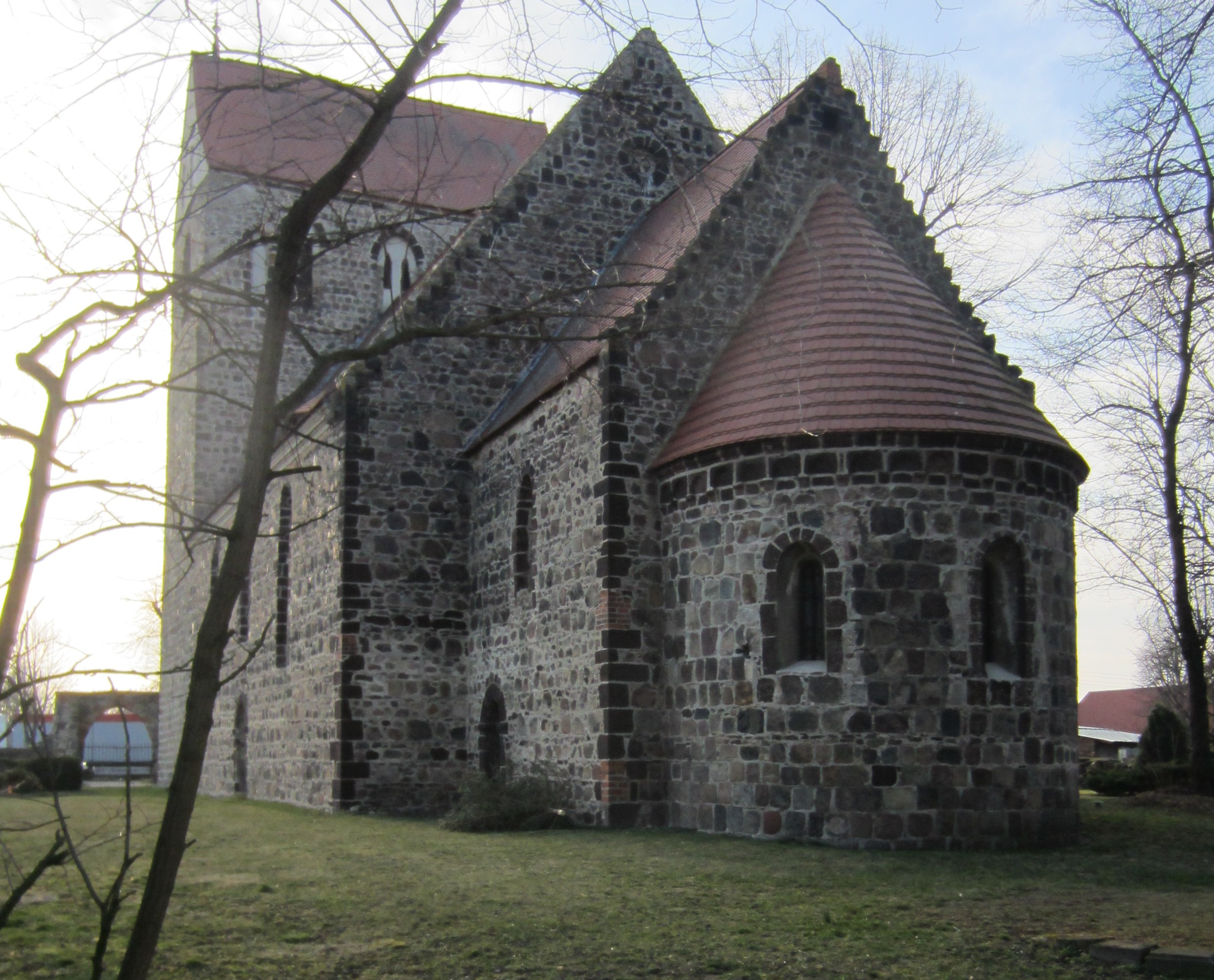
Staffelung der Bauteile in der Südostansicht

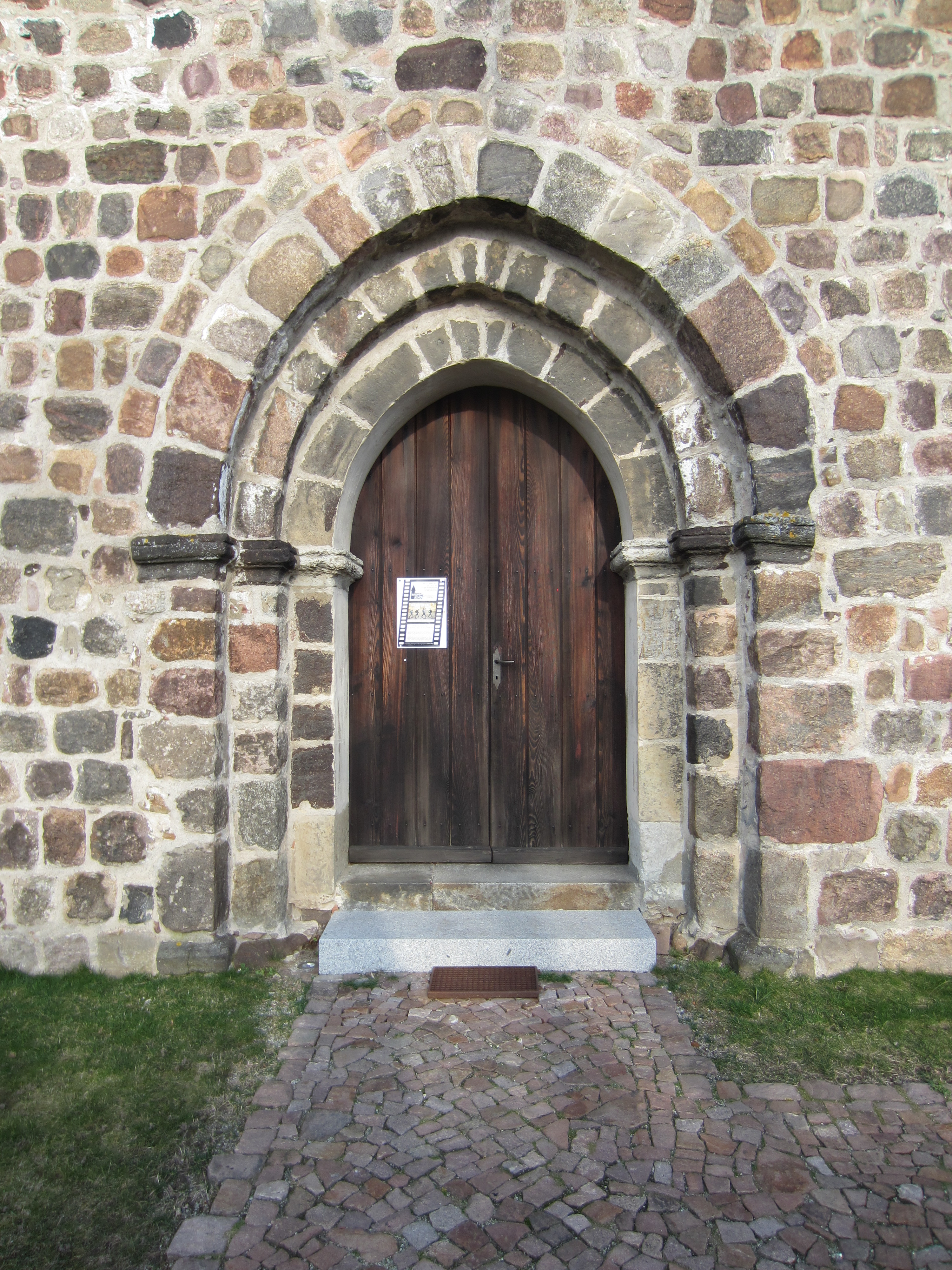
Westportal

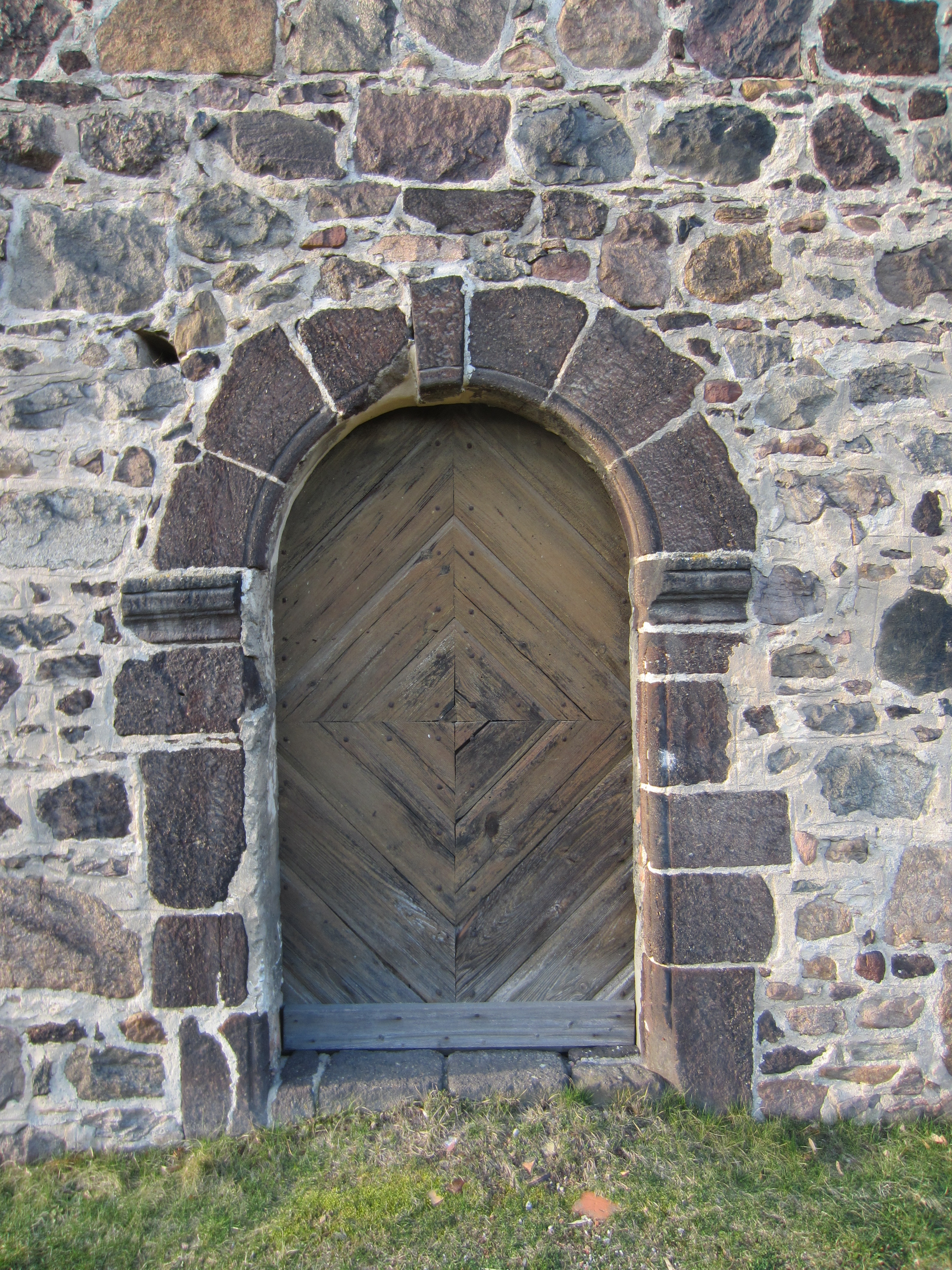
Südportal

Die Dorfkirche Riedebeck ist eine spätromanische Kirche aus Feldsteinmauerwerk, welche die charakteristische Staffelung der Bauteile Apsis, Chor, Schiff und Turm zeigt (Vollständige Anlage). Sie wird stilistisch auf die Zeit zwischen 1220 und 1230 datiert. Die überlieferten Baudaten 1192–1204 beziehen sich wohl auf einen Vorgängerbau. Rüsthölzer wurden dendrochronologisch auf 1178 und 1179 datiert. Zwischen 1952 und 1962 fand eine Restaurierung statt, bei der die barocke Innenausstattung weitgehend entfernt wurde und sogar die vergrößerten Fenster wieder zurückgebaut wurden. Erhalten blieb lediglich ein spätgotischer Schnitzaltar. Die Apsis und der Turm bestehen aus Granitquadern, Formteile wurden aus Raseneisenstein hergestellt. Die Fenster an Chor und Apsis sind aus der Zeit der Spätromanik erhalten. Zwei Portale auf der Südseite zeigen rundbogige Abschlüsse mit Kämpfern; das Rücksprungportal im Westturm ist stumpfspitzbogig mit Kämpfern aus Raseneisenstein.
Das Glockengeschoss des Turmes stammt wohl aus der Zeit um 1300 und zeigt eine reichere gotische Gliederung mit Spitzbogenblenden, die teilweise mit gekuppelten Schallöffnungen und Nischen kombiniert sind. Die Öffnungen in den Giebeln unter dem quergerichteten Satteldach am Turm stammen von 1902.
Das Innere ist mit einer erneuerten Balkendecke und einer Halbkuppel in der Apsis abgeschlossen. An der Nordseite der Apsis ist eine gotische Sakramentsnische mit Backsteinrahmung und Giebel mit Krabben erhalten. An den leicht spitzbogigen Apsis- und Triumphbögen sind die ursprünglichen Kämpfer erhalten. Der gotische Backsteinfußboden wurde 1961 wiederhergestellt.
Bis 1995 wurden durch eindringendes Wasser mehrere Wandmalereien zerstört und es traten Schwammschäden auf, die zur bauamtlichen Sperrung führten. Daher wurde in den Jahren 1995 bis 1998 eine Dächerreparatur erforderlich, der eine Fenster- und Wandsanierung bis 2010 folgte. In einer ersten Phase konnten bis 2024 Teile der Malerei in der Apsis restauriert werden. Für die verbleibenden Flächen fehlt im Jahr 2024 das Geld.

## Ausstattung
In den Ostteilen sind noch umfangreiche Reste spätgotischer Wandmalereien erhalten, die wohl aus dem späten 15. Jahrhundert stammen und um 1960 restauriert wurden. Sie zeigen an der Apsis und im Chorbogen Rankenmalereien und Weihekreuze. In der Apsiskalotte sind Auferstehende mit einer Deesis dargestellt. Zwischen den Apsisfenstern sind Ecclesia und Synagoge und ein teppichartiger Behang mit Resten einer Inschrift gemalt. An der Südseite des Chores sind noch Reste von Feldern mit szenischen Darstellungen und eines Schriftbands erhalten. An der Nordseite der Ostwand des Schiffes sind Heilige dargestellt, auf der Südseite vermutlich Christophorus und Georg.
In der Apsis ist eine frühgotische Altarmensa aus Raseneisenstein erhalten, auf der ein spätgotisches Kruzifix steht. Vor dem Triumphbogen steht ein spätgotischer Schnitzaltar aus der Zeit um 1500, der 1998–2002 restauriert wurde. Er zeigt in der Predella die heilige Katharina zwischen jeweils zwei weiteren Heiligen. Im Mittelschrein ist Anna selbdritt zwischen Barbara und Margareta dargestellt; in den Flügeln auf der Innenseite die Anbetung der Könige sowie dreimal zwei Heilige. Die gemalten Flügelaußenseiten zeigt die Verkündigung Mariens; im dünnen Gesprenge ist der Gekreuzigte zwischen Maria und Johannes dargestellt, darüber als Bekrönung der Auferstandene.
Ein großer romanischer Taufstein mit gedrungener Kuppa stammt aus Crinitz. In der Südwestecke des Schiffes ist ein barocker Pastorenstuhl mit vergittertem Aufsatz erhalten. Die weiteren Ausstattungsstücke wurden in die Dorfkirche Werben überführt.
Die Orgel ist ein Werk von Schuke aus dem Jahr 1967 mit sieben Registern auf einem Manual und Pedal.
Am Eingang zum Friedhof steht noch ein breites, leicht spitzbogiges Portal aus spätgotischer Zeit.